# Ekstensyny
Ekstensyny – rodzina glikoprotein bogatych w hydroksyprolinę, budujących strukturę ściany komórek roślin.
Masa monomerów ekstensyny została początkowo oszacowana na 80 kDa. W kolejnych badaniach natywny prekursor ekstensyn miała masę 240-300 kDa. Do licznych reszt hydroksyproliny przyłączona jest L-arabinoza. Ściana komórkowa roślin jest kompozytem składającym się z trzech wzajemnie przenikających się sieci. Dwie z tych sieci zbudowane są z polisacharydów a trzecia z glikoprotein. W genomie Arabidopsis thaliana kodowanych jest 20 ściśle homologicznych polipeptydów ekstensyn. Polipeptydy te są niezbędne do wykształcenia ściany komórkowej podczas cytokinezy. Potwierdzają to obserwowane zaburzenia na etapie embriogenezy u mutanta niezdolnego do syntezy ekstensyny. Podwyższona zawartość ekstensyn umożliwia ochronę tkanek roślinnych przed patogenami. Usieciowanie powstające w wyniku działania peroksydaz i H2O2 pozwala uzyskać barierę przez która nie są w stanie przeniknąć mikroorganizmy.